# Нолинск
Нолинск (рус. Нолинск) град је у Русији у Кировској области.

## Становништво
| 1939. | 1959.  | 1970.  | 1979.  | 1989.  | 2002.  | 2010. |
| ----- | ------ | ------ | ------ | ------ | ------ | ----- |
| 8.500 | 10.326 | 11.391 | 11.637 | 10.902 | 10.463 | 9.554 |